# قائمة الحاصلين على جائزة تمبلتون
جائزة تمبلتون (بالإنجليزية: Templeton Prize)‏ هي جائزة سنوية تُمنح للأشخاص الأحياء الذين تسهم إنجازاتهم في تحقيق رؤية السير جون تمبلتون الخيرية: في تسخير قوة العلوم للإجابة عن أسئلة عميقة حيال الكون ومكان البشرية وقيمتهم فيه. تديرُ الجائزة مؤسسة جون تمبلتون، وقد أُسِّسَت الجائزة في عام 1972، ونالت اسمها نسبةً إلى رجل الأعمال الأمريكي البريطاني جون تمبلتون.
مُنحت الجائزة في الأصل لأشخاص يعملون في مجال الدين (إذ كانت الأم تريزا أول من فاز بها)، ولكن نطاقها توسع في الثمانينيات ليشمل الأشخاص الذين يجمعون في عملهم بين العلم والدين. كان اسم الجائزة حتى عام 2001: «جائزة تمبلتون للتقدم في الدين» (بالإنجليزية: Templeton Prize for Progress in Religion)‏، ومن عام 2002 إلى عام 2008 كانت تسمى: «جائزة تمبلتون للتقدم نحو البحث أو الاكتشافات حول العالم الروحاني» (بالإنجليزية: Templeton Prize for Progress Toward Research or Discoveries about Spiritual Realities)‏. سبق وأن كان في لجنة التحكيم أعضاءٌ من الهندوس والمسيحيين واليهود والبوذيين والمسلمين، كما حصل على الجائزة أشخاصٌ من شتى هذه الديانات.
تُعدَّل القيمة النقدية للجائزة باستمرارٍ لتظلَّ فوق قيمة جوائز نوبل، إذ رأى تمبلتون (وفقًا لمجلة الإيكونوميست) بأن جوائز نوبل «تتجاهل الروحانية». واعتبارًا من عام 2019، بلغ مقدار الجائزة 1.1 مليون جنيه إسترليني، وعادةً ما يُقدّمها الأمير فيليب في حفل يقام في قصر بكنغهام.
توصف الجائزة بأنها جائرة «مرموقة» و«مرغوبة»، حيث وصفتها صحيفة واشنطن بوست بأنها أكثر جائزة مرموقة في العمل الديني. وانتقد بعض العلماء الملحدين (مثل ريتشارد دوكينز وهارولد كروتو وجيري كوين) هذه الجائزة باعتبارها «تشويشًا للحدود الواضحة التي تفصلُ بين الدين والعلم»، «وبأنها تُمنح إما للعلماء المتدينين أو للذين يقولون كلامًا جميلاً عن الدين»، ولكن الحائز على الجائزة في عام 2011 كان مارتن ريس الذي يُعرِّف نفسه بأنه مُلحد، والذي لم يرفض الجائزة، كما أن حائزين آخرين على الجائزة نفوا صحّة هذا النقد، معلّلين ذلك بأن أبحاثهم في مجالات منها علم النفس وعلم الأحياء التطوري والاقتصاد يصعب تصنيفها على أنها «مروّجةٌ للدين».

## الحائزون على الجائزة
| السنة | الفائز              | الفائز                    | ملاحظات                                                                                       | المصدر        |
| ----- | ------------------- | ------------------------- | --------------------------------------------------------------------------------------------- | ------------- |
| 1973  | Mother Teresa !     | الأم تريزا                | مؤسسة المبشرون الخيرية، حازت على جائزة نوبل للسلام لعام 1979                                  | [ 16 ]        |
| 1974  | Frere Roger !       | روجيه شوتز                | مؤسس جماعة تيزيه                                                                              | [ 17 ]        |
| 1975  | Radhakrishnana !    | سارفيبالي راذاكريشنان     | رئيس الهند السابق، داعية عدم افتعال عدوان مع باكستان                                          | [ 17 ]        |
| 1976  | Suenens !           | ليو جوزيف سوينز           | رائد في حركة التجديد الكاريزماتية الكاثوليكية                                                 | [ 18 ]        |
| 1977  | Lubich !            | كيارا لوبيتش              | مؤسسة حركة فوكولاري                                                                           | [ 19 ]        |
| 1978  | —                   | توماس تورانس              | كان مديرًا للجمعية العامة لكنيسة اسكتلندا                                                      | [ 18 ]        |
| 1979  | Niwano !            | نيكيو نيوانو              | أحد مؤسسي حركة ريشو كوسي كاي [الإنجليزية]                                                     | [ 18 ]        |
| 1980  | —                   | رالف ويندل بورهو          | مؤسس مجلة زيجون                                                                               | [ 20 ]        |
| 1981  | Saunders !          | سيسلي سوندرز              | مؤسسة مستشفيات الرعاية النهائية وحركة الرعاية التلطيفية                                       | [ 21 ]        |
| 1982  | Graham !            | بيلي غراهام               | مبشر                                                                                          | [ 22 ]        |
| 1983  | Solzhenitsyn !      | ألكسندر سولجنيتسين        | الروائي السوفياتي المنشق، حائز على جائزة نوبل في الأدب لعام 1970                              | [ 22 ]        |
| 1984  | —                   | مايكل بوردو               | مؤسس معهد كيستون                                                                              | [ 17 ]        |
| 1985  | —                   | أليستر هاردي              | مؤسس مركز أبحاث الخبرة الدينية [الإنجليزية]                                                   | [ 23 ]        |
| 1986  | —                   | جيمس ماكورد               | الرئيس السابق لمدرسة برينستون اللاهوتية [الإنجليزية]                                          | [ 24 ]        |
| 1987  | Father Jaki !       | ستانلي جاكي               | كاهن بندكتيني، وأستاذ الفيزياء الفلكية بجامعة سيتون هول                                       | [ 22 ]        |
| 1988  | —                   | إنعام الله خان            | الأمين العام السابق لمؤتمر العالم الإسلامي الحديث                                             | [ 25 ]        |
| 1989  | Weizsacker !        | كارل فريدريش فون فايزاكر  | فيزيائي وفيلسوف                                                                               | [أ]           |
| 1989  | —                   | جورج ماكلويد              | مؤسس مجتمع إيونا [الإنجليزية]                                                                 | [أ]           |
| 1990  | Baba Amte !         | بابا إمتي                 | مطور مجتمعات حديثة للأشخاص المصابين بالجذام                                                   | [ب]           |
| 1990  | —                   | تشارلز بيرش               | أستاذ فخري في جامعة سيدني                                                                     | [ب]           |
| 1991  | Jakobvits !         | إيمانويل جاكوبوفيتس       | الحاخام الأكبر السابق لبريطانيا العظمى والكومنولث                                             | [ 18 ]        |
| 1992  | —                   | كيونغ تشيك هان            | مبشر ومؤسس كنيسة يونغ ناك المشيخية [الإنجليزية]، سيول من شمال كوريا                           | [ 29 ]        |
| 1993  | Colson !            | تشارلز كولسون             | مؤسس منظمة زمالة السجن [الإنجليزية]                                                           | [ 17 ]        |
| 1994  | Novak !             | ميخائيل نوفاك             | فيلسوف ودبلوماسي                                                                              | [ 17 ]        |
| 1995  | Davies !            | بول دافيس                 | فيزيائي نظري                                                                                  | [ 30 ]        |
| 1996  | Bright !            | بيل برايت                 | مؤسس الحملة الصليبية في الحرم الجامعي من أجل المسيح                                           | [ 31 ]        |
| 1997  | —                   | باندورانغ شاستري أثافالي  | مصلح اجتماعي وفيلسوف، مؤسس حركة سواديايا [الإنجليزية]                                         | [ 31 ]        |
| 1998  | —                   | سيغموند ستيرنبرغ          | فاعل خير؛ مؤسس منتدى الإيمان والمعتقد [الإنجليزية] (عرف سابقًا بمنتدى الأديان الثلاثة)         | [ 17 ]        |
| 1999  | —                   | إيان بربور                | أستاذ سابق للعلوم والتكنولوجيا والمجتمع، كلية كارلتون                                         | [ 32 ]        |
| 2000  | Dyson !             | فريمان دايسون             | عالم فيزياء نظرية وفيزياء رياضية وعالم رياضيات وإحصائي                                        | [ 32 ]        |
| 2001  | —                   | آرثر بيكوك                | العميد السابق، لكلية كلير، كامبريدج                                                           | [ 33 ]        |
| 2002  | Polkinghorne !      | جون بولكينغهورن           | عالم فيزيائي ولاهوتي                                                                          | [ 17 ]        |
| 2003  | Rolston !           | هولمز رولستون الثالث      | فيلسوف                                                                                        | [ 34 ]        |
| 2004  | Ellis !             | جورج إيليس                | عالم كونيات وفيلسوف                                                                           | [ 35 ]        |
| 2005  | Townes !            | تشارلز تاونز              | فيزيائي، حاصل على جائزة نوبل في الفيزياء لعام 1964                                            | [ 16 ]        |
| 2006  | Barrow !            | جون ديفيد بارو            | عالم كونيات وفيزيائي نظري                                                                     | [ 36 ]        |
| 2007  | Taylor !            | تشارلز تيلور              | فيلسوف                                                                                        | [ 12 ]        |
| 2008  | Heller !            | مايكل هيلر                | فيزيائي وفيلسوف                                                                               | [ 37 ]        |
| 2009  | d'Espagnat !        | برنارد ديسبانات           | فيزيائي                                                                                       | [ 38 ]        |
| 2010  | Ayala !             | فرانسيسكو أيالا           | أحيائي                                                                                        | [ 39 ]        |
| 2011  | Rees !              | مارتن ريس                 | عالم كونيات وفيزياء فلكية                                                                     | [ 40 ]        |
| 2012  | Tenzin !            | تينزن غياتسو              | الزعيم الروحي للبوذية التبتية، والحائز على جائزة نوبل للسلام عام 1989                         | [ 41 ]        |
| 2013  | Tutu !              | ديزموند توتو              | حائز على جائزة نوبل للسلام لعام 1984، ناشط في الحقوق الاجتماعية ورئيس أساقفة أنجليكاني متقاعد | [ 42 ]        |
| 2014  | Halik !             | توماش هاليك               | كاهن كاثوليكي روماني وعالم لاهوت وعالم اجتماع                                                 | [ 43 ]        |
| 2015  | Vanier !            | جان فانيه                 | عالم لاهوت كاثوليكي، وإنساني، ومؤسس منظمة لارش وحركة إيمان ونور                               | [ 44 ]        |
| 2016  | Sacks !             | جوناثان ساكس              | الحاخام الأكبر السابق لبريطانيا العظمى، والفيلسوف، والباحث في اليهودية                        | [ 45 ]        |
| 2017  | Sacks !             | ألفين بلانتينغا           | عالم وفيلسوف وكاتب أمريكي                                                                     | [ 46 ]        |
| 2018  | Sacks !             | عبد الله الثاني بن الحسين | ملك الأردن                                                                                    | [ 47 ]        |
| 2019  | Sacks !             | مارسيلو غلايزر            | عالم فيزياء وفلك برازيلي، أستاذ الفيزياء وعلم الفلك في كلية دارتموث                           | [ 48 ] [ 49 ] |
| 2020  | Collins !           | فرانسيس كولينز            | عالم وراثة وطبيب                                                                              | [ 50 ]        |
| 2021  | Goodall !           | جين جودل                  | عالمة سلوك حيواني، ناشطة وباحثة في الشمبانزيات                                                | [ 51 ]        |
| 2022  | Goodall !           | فرانك ويلكزك              | فيزيائي نظري                                                                                  | [ 52 ]        |
| 2023  | Goodall !           | إدنا آدم إسماعيل          | داعية للرعاية الصحية                                                                          | [ 53 ]        |
| 2024  | Gobodo-Madikizela ! | بوملا جوبودو-ماديكيزيلا   | أخصائية نفسية                                                                                 | [ 54 ]        |
| 2025  | Bartholomew !       | برثلماوس الأول            | بطريرك القسطنطينية المسكوني                                                                   | [ 55 ]        |

## الملاحظات
أ. 1  حصل كل من كارل فريدريش فون فايزاكر وجورج ماكلويد على الجائزة بشكل مشترك في عام 1989.
ب. 2  حصل كل من بابا إمتي وتشارلز بيرش على الجائزة بشكل مشترك في عام 1990.

## وصلات خارجية
- الموقع الرسمي للجائزة (بالإنجليزية)